# Sardinsk lövgroda
Sardinsk lövgroda (Hyla sarda) är en art i familjen lövgrodor (Hylidae). 

## Utseende
Färgteckningen varierar, både mellan individer och hos en och samma individ. Grodan kan vara grönaktig, olivgrön eller grå på ovansidan, med vanligtvis grå eller mörkgröna fläckar. Buksidan är vitaktig, och den har i regel mörka tvärstrimmor på bakbenens utsidor. Längs sidorna på kroppens främre del har den en mörk längsstrimma, med början vid näsborrarna. Den sardinska lövgrodan har tydlig trumhinna och vågräta pupiller. Den är en liten groda, kroppslängden kan uppgå till 4 cm.

## Utbredning
Den sardinska lövgrodan finns på medelhavsöarna Korsika, Sardinien, Elba, Cavallo, Montecristo, La Maddalena, Caprera och San Pietro.

## Vanor
Grodan lever från havsytan upp till 1 750 m i trädbevuxna områden i närheten av vatten som dammar, mindre sjöar, bäckar och dylikt. Den skyr inte mänsklig bebyggelse och kan förekomma i trädgårdar och liknande. Grodan är natt- och skymningsaktiv och gömmer sig från solen under dagen. Under natten kan den ströva omkring upp till 500 m. Lek och larvutveckling äger rum i källor, vattenreservoarer och andra lugna vattensamlingar.

## Taxonomi
Den betraktades som en underart av vanlig lövgroda (Hyla arborea) fram till 1983.

## Status
Arten betraktas som livskraftig ("LC") och populationen anses vara stabil. Den är upptagen i EU:s habitatdirektiv, bilaga 4.